# Eugraphe terminalis
Eugraphe terminalis là một loài bướm đêm trong họ Noctuidae.